# 丹妮爾·奧圖爾
丹妮爾·丹妮絲·奧圖爾-特雷霍（英語：Danielle Denise O'Toole-Trejo，1994年7月7日—）是一名出生於美國加利福尼亞州的壘球選手，司職投手，目前效力於國家職業快速壘球聯盟芝加哥俠盜。她曾隨美國隊參加2018年世界女子壘球錦標賽，結果獲得金牌。

## 外部連結
- 官方网站
- 丹妮爾·奧圖爾的X（前Twitter）
- 丹妮爾·奧圖爾的Instagram帳戶